# براندون باردن
براندون باردن (بالإنجليزية: Brandon Barden)‏ هو لاعب كرة قدم أمريكية أمريكي، ولد في 15 مارس 1989 في لينكولنتون في الولايات المتحدة.

## وصلات خارجية
- براندون باردن على موقع مرجع كرة القدم المحترفة.كوم (الإنجليزية)